# Pseudoberaeodes mira
Pseudoberaeodes mira là một loài Trichoptera hóa thạch trong họ Sericostomatidae.